# Venda (språk)
Venda (också känt som Tshivenḓa eller Luvenḓa) är ett bantuspråk med officiell status i Sydafrika. Majoriteten av talarna bor i Sydafrika där språket har ungefär 1 021 757 talare, men det finns även talare i Zimbabwe där det finns ungefär 150 000 talare. Tillsammans har venda cirka 1,17 milj. talare..
Språket anses vara livskraftigt och den har sju huvuddialekter.

## Fonologi

### Konsonanter
|             |               | Bilabial | Bilabial     | Labiodental | Dental | Alveolar | Alveolar | Palatal | Velar |
| ----------- | ------------- | -------- | ------------ | ----------- | ------ | -------- | -------- | ------- | ----- |
| Normal      | Palataliserad | Normal   | Labialiserad | Labiodental | Dental |          |          | Palatal | Velar |
| Klusil      | Normal        | b        | bʲ           |             | d̯      | d        |          | dʲ      | g     |
| Klusil      | Aspirerad     | pʰ       | pʲʰ          |             | t̯ʰ     | tʰ       |          |         | kʰ    |
| Klusil      | Ejektiv       | p'       | pʲ'          |             | t̯'     | t'       |          | tʲ'     | k'    |
| Nasal       | Nasal         | m        | mʲ           | ɱ           | n̯      | n        |          | ɲ       | ŋ     |
| Lateral     | Lateral       |          |              |             | l̯      | l        |          |         |       |
| Affrikat    | Normal        |          |              |             |        | dz       | dzʷ      | ʤ       |       |
| Affrikat    | Aspirerad     |          |              |             |        | tsʰ      | tsʰʷ     | ʧʰ      |       |
| Affrikat    | Ejektiv       |          |              |             |        | ts'      | tsʷ'     | ʧ'      |       |
| Frikativ    | Normal        | ɸ \| β   |              | f \| v      |        | s \| z   | sʷ \| zʷ | ʃ \| ʒ  | x     |
| Frikativ    | Aspirerad     |          |              | fʰ          |        |          |          |         |       |
| Frikativ    | Ejektiv       |          |              | f'          |        |          |          |         |       |
| Tremulant   | Tremulant     |          |              |             |        | r \| ɺ   |          |         |       |
| Approximant | Approximant   |          |              |             |        |          |          | j       | w     |

Ytterligare finns det labiovelara fonem [pkʰ], [pk'], [bg] och [mŋ] som är ganska ovanliga.

### Vokaler
|              | Främre | Central | Bakre |
| ------------ | ------ | ------- | ----- |
| Sluten       | i      |         | u     |
| Mellansluten | e      |         | o     |
| Mellanöppen  | ɛ      |         | ɔ     |
| Öppen        |        | a       |       |

Källa: